# Hohentwiel
Hohentwiel era o cetate așezată pe muntele cu același nume în vecinătatea orașului Singen din Baden-Württemberg, Germania